# Рудаки (Смоленская область)
Рудаки — деревня в Краснинском районе Смоленской области России. Входит в состав Гусинского сельского поселения. 
Расположена в западной части области в 19 км к северу от Красного, в 2 км севернее автодороги М1 «Беларусь», на берегу реки Смердячка. В 5 км юго-западнее деревни расположена железнодорожная станция Гусино на линии Москва — Минск. 

## История
В годы Великой Отечественной войны деревня была оккупирована гитлеровскими войсками в июле 1941 года, освобождена в сентябре 1943 года.